# 台北電影獎媒體推薦獎
台北電影獎媒體推薦獎是由臺北市政府文化局的臺北市文化基金會在臺灣台北電影節舉辦的獎項。

## 得獎名單
| 年份 （屆次）   | 片名               | 備註             |
| --------------- | ------------------ | ---------------- |
| 2004 （第6屆）  | 《不散》           | 首次設立該獎項   |
| 2005 （第7屆）  | 《無米樂》         | 該年百萬首獎得主 |
| 2006 （第8屆）  | 《在中寮相遇》     |                  |
| 2007 （第9屆）  | 《練習曲》         |                  |
| 2008 （第10屆） | 《九降風》         |                  |
| 2009 （第11屆） | 《不能沒有你》     | 該年百萬首獎得主 |
| 2010 （第12屆） | 《簡單作業》       | 由動畫片獲獎     |
| 2011 （第13屆） | 《翻滾吧！阿信》   |                  |
| 2011 （第13屆） | 《尋找背海的人》   |                  |
| 2012 （第14屆） | 《女朋友。男朋友》 |                  |
| 2013 （第15屆） | 《甜·祕密》        |                  |
| 2014 （第16屆） | 《冰毒》           |                  |
| 2015 （第17屆） | 《醉．生夢死》     | 該年百萬首獎得主 |
| 2016 （第18屆） | 《蘋果的滋味》     |                  |
| 2017 （第19屆） | 《再見瓦城》       |                  |
| 2018 （第20屆） | 《誰先愛上他的》   |                  |
| 2019 （第21屆） | 《未來無恙》       |                  |
| 2020 （第22屆） | 《男人與他的海》   |                  |
| 2021 （第23屆） | 《削瘦的靈魂》     |                  |
| 2022 （第24屆） | 《素還真》         |                  |
| 2023 （第25屆） | 《做自己的條件》   |                  |
| 2024 （第26屆） | 《雪水消融的季節》 |                  |

## 外部連結
- 官方网站（中文）（英文）
- 台北電影節的Facebook專頁
- 台北電影節的Instagram帳戶
- YouTube上的台北電影節頻道